# Ukraine au Concours Eurovision de la chanson 2018
L'Ukraine est l'un des quarante-trois pays participants du Concours Eurovision de la chanson 2018, qui se déroule à Lisbonne au Portugal. Le pays est représenté par Mélovin et sa chanson Under the Ladder, sélectionnés via l'émission Vidbir 2018. L'Ukraine se classe 17e de la grande finale du Concours, recevant 130 points.

## Sélection
L'Ukraine a confirmé sa participation à l'Eurovision 2018 le 23 août 2017.
Le 10 octobre 2017, le diffuseur UA:PBC a annoncé que la sélection télévisée Vidbir aurait à nouveau lieu, pour la troisième année consécutive, en partenariat avec STB.

### Format
La sélection, se déroulant sur trois semaines — les 10, 17 et 24 février 2018 — comporte deux demi-finales et une finale. Dix-huit artistes y participent au total. Neuf artistes prennent part dans chacun des demi-finales, et à chaque fois trois d'entre eux se qualifient pour la finale via un vote combinant le jury de l'émission et le télévote ukrainien. Lors de la finale, le vainqueur est déterminé selon le même système de vote parmi les six artistes encore en lice.

### Chansons
Les artistes souhaitant participer à la sélection pouvaient déposer leur candidature auprès du diffuseur ukrainien entre le 10 octobre 2017 et le 15 janvier 2018. Au terme de cette période, plus de 1500 candidatures avaient été reçues par le diffuseur. Seules dix-huit ont été retenues pour les demi-finales. L'annonce des qualifiés a eu lieu le 16 janvier 2018.
| Artiste         | Chanson                        |
| --------------- | ------------------------------ |
| Constantine     | Misto (Місто)                  |
| Dilemma         | Na Party (На party)            |
| Illaria         | Syla (Сила)                    |
| Ingret          | Save My Planet                 |
| Julinoza        | Hto ja? (Хто я?)               |
| Kadnay          | Beat of the Universe           |
| Kazka           | Dyva (Дива)                    |
| Kozak System    | Mamai                          |
| Laud            | Waiting                        |
| Mélovin         | Under the Ladder               |
| Mountain Breeze | I See You                      |
| Pur:Pur         | Fire                           |
| Serhiy Babkin   | Kriz tvoï oči (Крізь твої очі) |
| Tayanna         | Lelya                          |
| The Erised      | Heroes                         |
| The VIO         | Nga-Nga (Нґанґа)               |
| Vilna           | Forest Song                    |
| Yurcash         | Stop Killing Love              |

### Émissions

#### Demi-finales
- Qualifiés

##### Première demi-finale
| Ordre | Artiste       | Chanson       | Jury | Télévote    | Télévote | Total | Place |
| Ordre | Artiste       | Chanson       | Jury | Pourcentage | Points   | Total | Place |
| ----- | ------------- | ------------- | ---- | ----------- | -------- | ----- | ----- |
| 1     | Constantine   | Misto         | 7    | 5,05 %      | 2        | 9     | 7     |
| 2     | Serhiy Babkin | Kriz tvoï oči | 8    | 8,99 %      | 4        | 12    | 5     |
| 3     | Laud          | Waiting       | 9    | 14,84 %     | 7        | 16    | 1     |
| 4     | Kazka         | Dyva          | 4    | 11,42 %     | 5        | 9     | 6     |
| 5     | The VYO       | Nga-Nga       | 2    | 4,35 %      | 1        | 3     | 9     |
| 6     | Kozak System  | Mamai         | 1    | 8,30 %      | 3        | 4     | 8     |
| 7     | Vilna         | Forest Song   | 3    | 17,66 %     | 9        | 12    | 3     |
| 8     | Pur:Pur       | Fire          | 6    | 11,91 %     | 6        | 12    | 4     |
| 9     | The Erised    | Heroes        | 5    | 17,49 %     | 8        | 13    | 2     |

##### Deuxième demi-finale
| Ordre | Artiste         | Chanson              | Jury | Télévote    | Télévote | Total | Place |
| Ordre | Artiste         | Chanson              | Jury | Pourcentage | Points   | Total | Place |
| ----- | --------------- | -------------------- | ---- | ----------- | -------- | ----- | ----- |
| 1     | Ingret          | Save My Planet       | 2    | 6,96 %      | 3        | 5     | 7     |
| 2     | Mélovin         | Under the Ladder     | 8    | 25,49 %     | 9        | 17    | 1     |
| 3     | Julinoza        | Hto ja?              | 4    | 4,70 %      | 1        | 5     | 8     |
| 4     | Tayanna         | Lelya                | 9    | 13,23 %     | 7        | 16    | 2     |
| 5     | Kadnay          | Beat of the Universe | 7    | 15,40 %     | 8        | 15    | 3     |
| 6     | Yurcash         | Stop Killing Love    | 3    | 9,29 %      | 5        | 8     | 6     |
| 7     | Mountain Breeze | I See You            | 6    | 10,69 %     | 6        | 12    | 4     |
| 8     | Illaria         | Syla                 | 5    | 7,48 %      | 4        | 9     | 5     |
| 9     | Dilemma         | Na Party             | 1    | 6,47 %      | 2        | 3     | 9     |

#### Finale
- Vainqueur

| Ordre | Artiste    | Chanson              | Jury | Télévote | Télévote    | Télévote | Total | Place |
| Ordre | Artiste    | Chanson              | Jury | Voix     | Pourcentage | Points   | Total | Place |
| ----- | ---------- | -------------------- | ---- | -------- | ----------- | -------- | ----- | ----- |
| 1     | Kadnay     | Beat of the Universe | 3    | 33 392   | 18,61 %     | 5        | 8     | 3     |
| 2     | Tayanna    | Lelya                | 6    | 29 830   | 16,62 %     | 4        | 10    | 2     |
| 3     | The Erised | Heroes               | 2    | 11 628   | 6,48 %      | 1        | 3     | 6     |
| 5     | Laud       | Waiting              | 4    | 20 744   | 11,56 %     | 2        | 6     | 4     |
| 4     | Vilna      | Forest Song          | 1    | 23 192   | 12,92 %     | 3        | 4     | 5     |
| 6     | Mélovin    | Under the Ladder     | 5    | 60 669   | 33,81 %     | 6        | 11    | 1     |

## À l'Eurovision
L'Ukraine a participé à la deuxième demi-finale, le 10 mai 2018. Elle y termine à la 6e position avec 179 points, s'assurant ainsi une place en finale. Lors de celle-ci, le 12 mai 2018, l'Ukraine termine en 26e et dernière position des jurys avec 11 points. C'est grâce au télévote, où Mélovin atteint la 7e place avec 119 points, que le pays termine à la 17e place avec un total de 130 points.